# Carlos Andreazza
Carlos Lomba Andreazza (Rio de Janeiro, 8 de fevereiro de 1980) é um jornalista, radialista, comentarista e editor brasileiro.

## Biografia

### Primeiros anos e formação acadêmica
Carlos é neto de Mário Andreazza, ministro dos transportes durante a ditadura militar brasileira, e afirma que quando criança  nutria grande admiração pelo avô.
Formou-se no curso de Jornalismo na Pontifícia Universidade Católica do Rio de Janeiro (PUC-Rio).

### Atuação profissional
Entre os anos de 2012 e 2021, Andreazza trabalhou na Editora Record como editor-executivo de ficção nacional e de não ficção brasileira e estrangeira, responsável pela publicação de obras de Olavo de Carvalho e outros representantes da nova direita do Brasil.

Colunista do jornal O Globo, foi âncora da Rádio CBN de fevereiro de 2021 a novmebro de 2023, quando deixou a rádio.